# Náchod
Náchod (deutsch Nachod) ist eine Stadt im Nordosten Tschechiens. Sie gehört zur Region Hradec Králové und ist Sitz des Okres Náchod. Bis zur Aufhebung der Patrimonialherrschaft 1848 war es Hauptort der Herrschaft Nachod. Die Stadt liegt im Tal der Metuje (Mettau) an der Europastraße 67, an der sich im Ortsteil Běloves der Grenzübergang nach Polen befindet mit Słone, einem Ortsteil von Kudowa-Zdrój.

## Geographie
Náchod liegt im Nachoder Bergland (Náchodská vrchovina), das vom nordwestlichen Ausläufer des Adlergebirgsvorlandes (Podorlická pahorkatina) gebildet wird. Dieser grenzt im Norden an das Braunauer Bergland, im Nordosten an den Glatzer Kessel, im Südwesten und das Adlergebirge, im Nordwesten an die östlichsten Ausläufer des Riesengebirgsvorlandes und im Südwesten jenseits eines unbedeutenden Bergrückens an die ostböhmische Ebene (Východolabská tabule). Östlich des Stadtzentrums fließt die Radechovka unterirdisch durch das Stadtgebiet. Durch Náchod führt die Silnice I/33 zwischen Jaroměř und Kudowa-Zdrój, von der in der Stadt die Silnice I/14 nach Trutnov abzweigt. Die Stadt liegt an der Bahnstrecke Choceň–Meziměstí.
Nachbarorte sind Dolní Radechová, Ikárie und Plhov im Norden, Babí und Kašparák im Nordosten, Běloves im Osten, Polsko und Pod Montací im Südosten, Sídliště Sun und Skalka im Süden, Staré Město nad Metují, Branka, Vysokov und Malá Branka im Südwesten, Klínek, Lhotecký Dvůr und Lhotky im Westen sowie Městska Kramolna, Kramolna und Nový Svět im Nordwesten.

## Geschichte

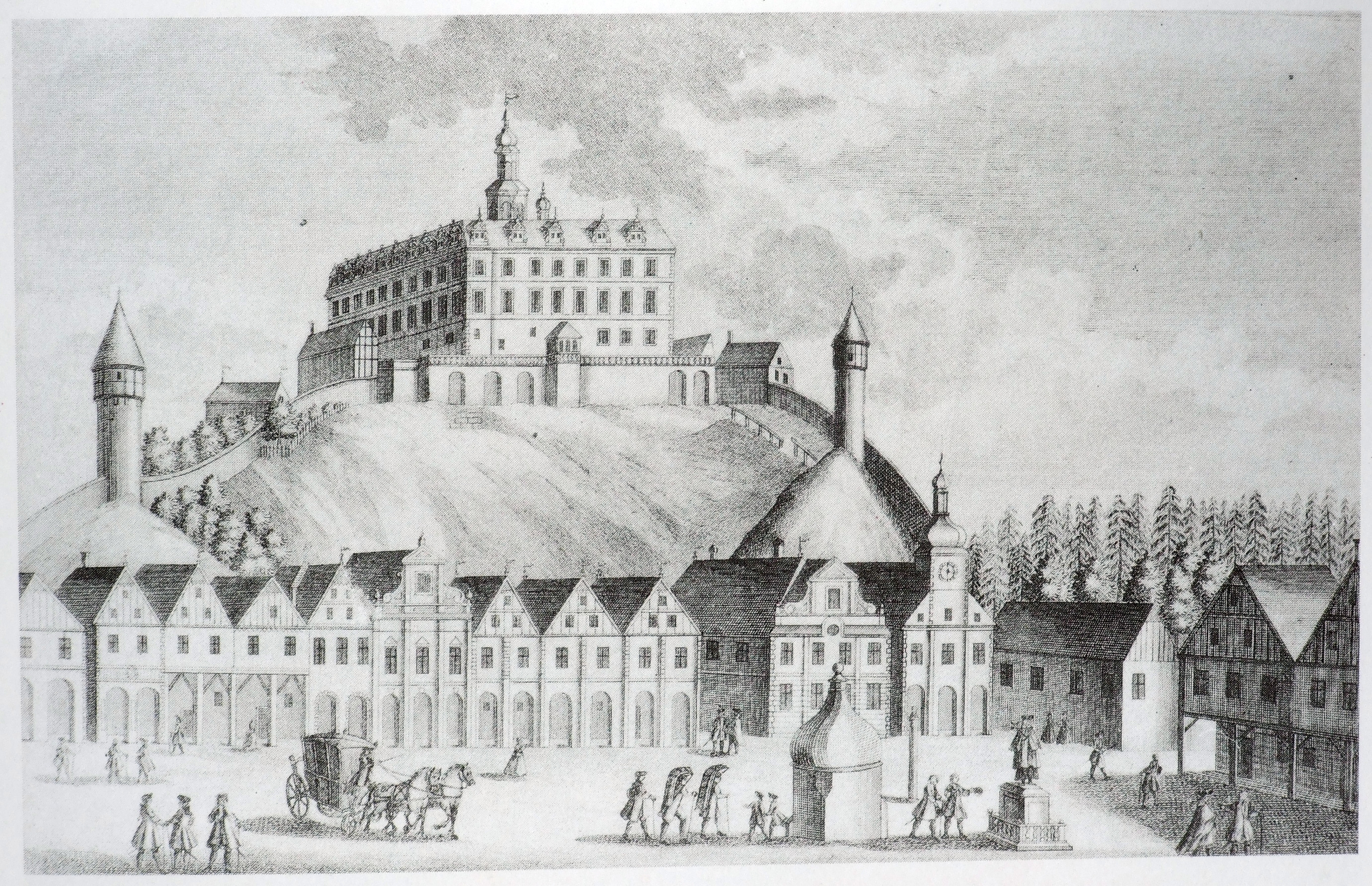
Schloss um 1740

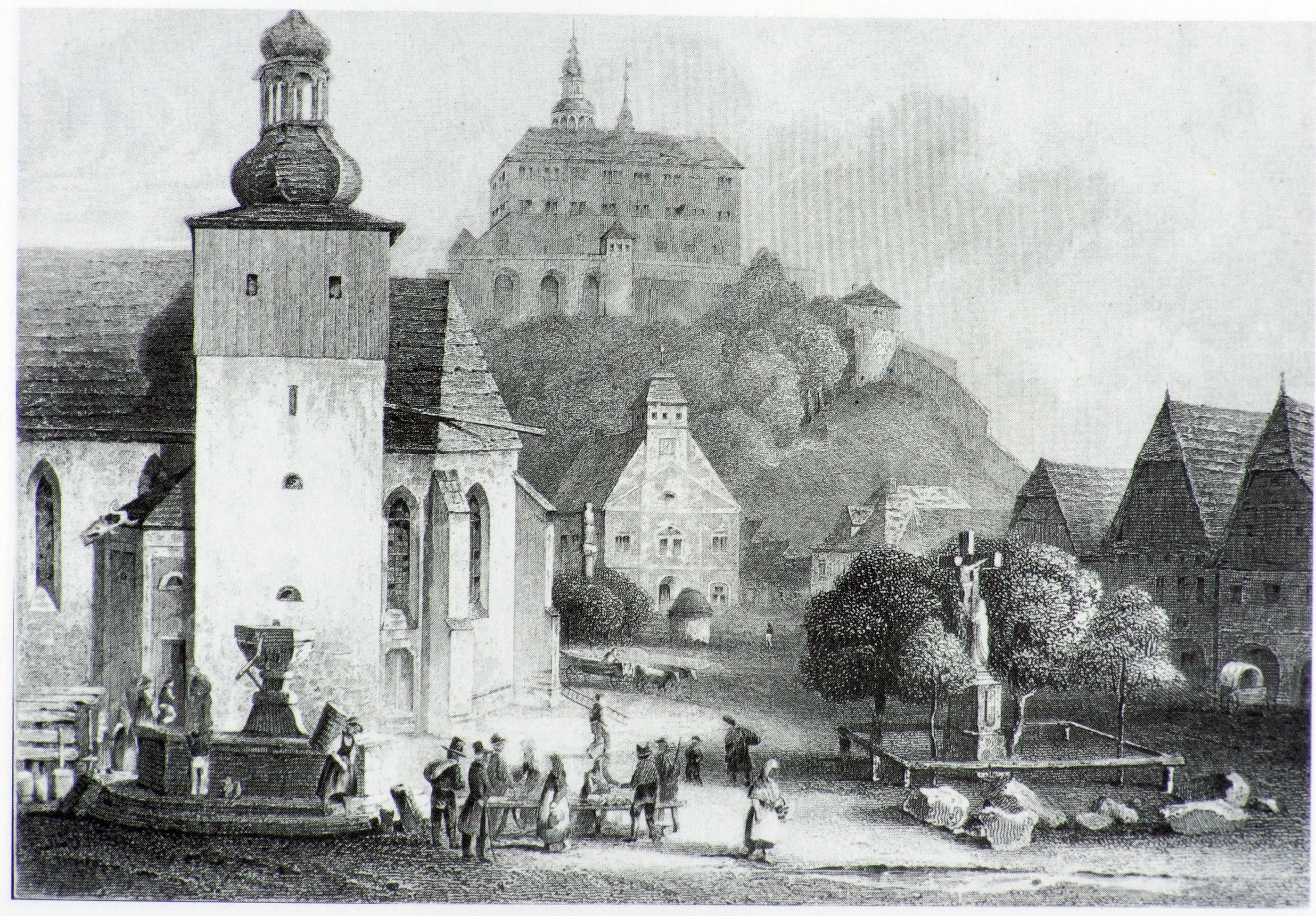
Ansicht um 1850

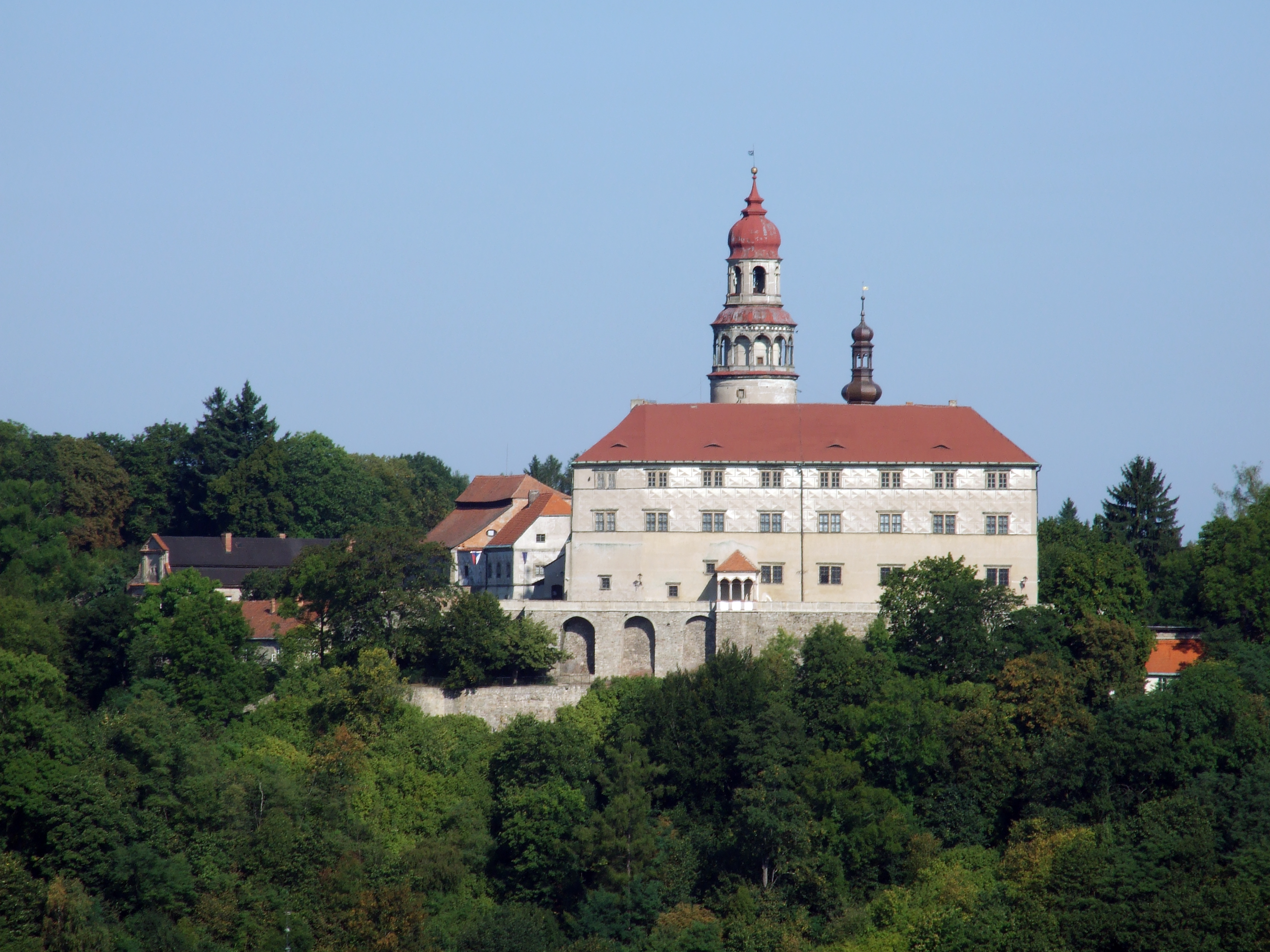
Schloss Nachod

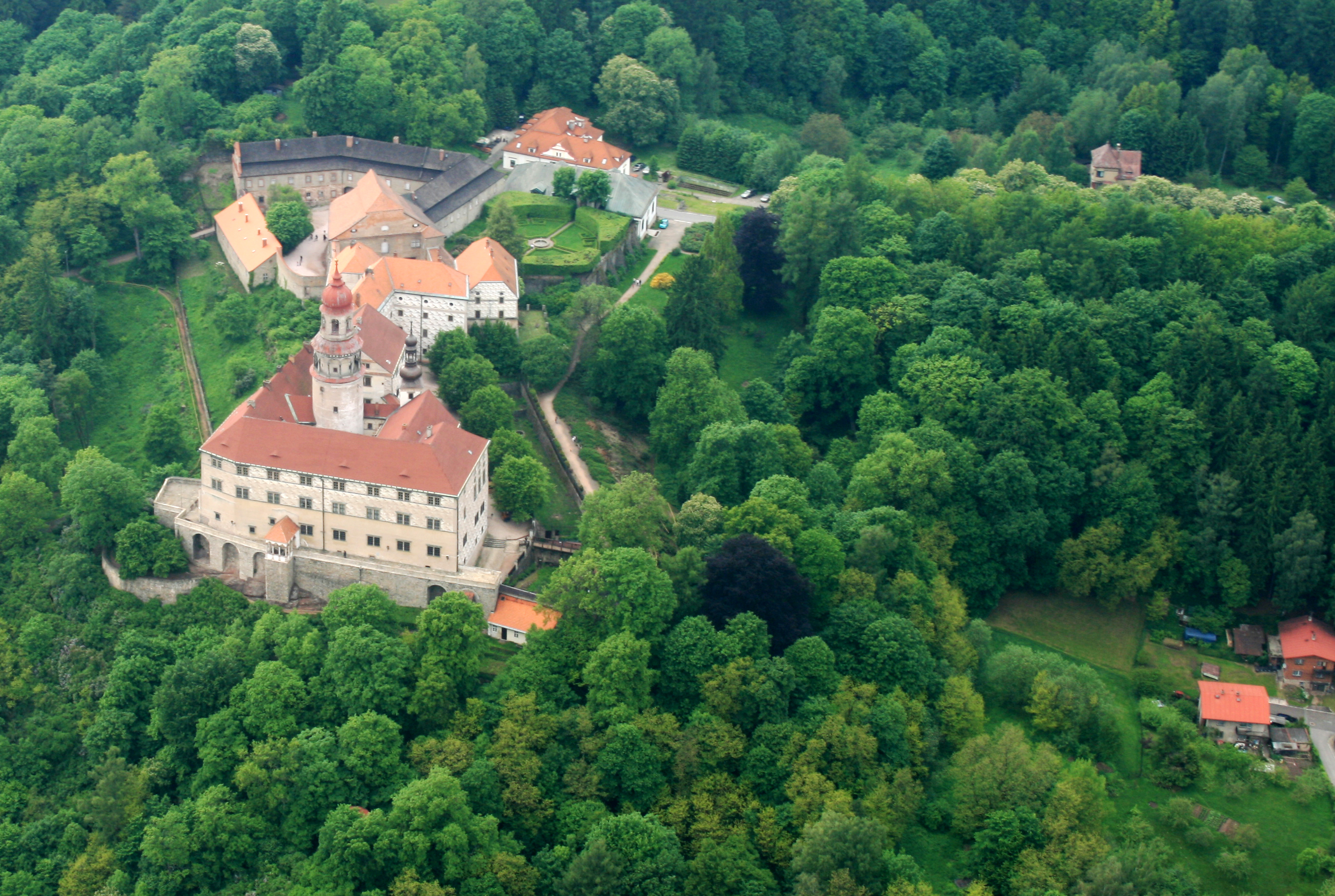
Schloss Nachod

Die Gegend von Nachod gehörte zum Herrschaftsgebiet der Slavnikiden. Sie wurde erstmals in der Chronica Boemorum des Cosmas von Prag erwähnt, der sie als «Tor zu Polen» bezeichnete. Um das Territorium und den alten Handelsweg von Prag über Nachod und den zu Böhmen gehörenden Glatzer Kessel nach Polen zu schützen, ließ Hron, ein Sohn des Pakoslav aus dem Stamm der Načeraticer, um 1250 eine Grenzburg an einem strategisch wichtigen Platz errichten. Vermutlich gründete er gleichzeitig die Stadt Nachod, die erstmals am 9. August 1254 in einer in Politz ausgestellten Urkunde erwähnt wird. Mit ihr wurden die Grenzen zwischen den Besitzungen der Herrschaft Nachod und dem Politzer Benediktinerkloster entlang der Židovka festgelegt, die damals als Stekelnice bzw. als flumen Zürbcsca bezeichnet wurden. Vertragspartner waren der Břevnover Abt Martin und Hron, der hier erstmals mit dem Prädikat von Nachod (Gron de Nachod) bezeichnet wurde. Hrons Enkel Ješek musste um 1325 Nachod mit dem böhmischen König Johann von Böhmen gegen Kostelec nad Černými Lesy tauschen. Nach mehreren Besitzerwechseln folgten im Jahr 1415 Boček II. von Podiebrad und nach dessen Tod 1417 dessen Sohn Viktorin von Podiebrad. Nach Viktorins Tod 1427 folgte ihm als Erbe sein damals sechsjähriger Sohn, der spätere böhmische König Georg von Podiebrad, der sich jedoch nicht gegen den Taboritenfeldherrn Jan Kolda von Žampach durchsetzen konnte. Dieser hatte sich 1437 Nachod angeeignet, das er fast zwanzig Jahre halten konnte. Er erneuerte die Nachoder Burg, 1442 ließ er das älteste Nachoder Stadtbuch anlegen und ernannte einen Stadtrat, der sich überwiegend aus Gleichgesinnten zusammensetzte. Am 20. November 1453 bestätigte König Ladislaus Postumus dem damaligen Landesverweser Georg von Podiebrad u. a. die Ansprüche auf Stadt und Burg Nachod. Trotzdem konnte sich Jan Kolda in Nachod weiterhin behaupten. Erst 1456 gelang es Georg von Podiebrad, die Stadt Nachod und die bis dahin von Jan Kolda gehaltenen ostböhmischen Besitzungen einzunehmen. Noch zu seinen Lebzeiten übertrug Georg von Podiebrad im Jahr 1458 Nachod seinen Söhnen Boček und Viktorin. Nach Georgs Tod 1471 erbte Nachod, nach der Erbteilung von 1472, Georgs ältester Sohn Heinrich d. Ä. Er sah sich 1497 gezwungen, Stadt und Herrschaft Nachod dem Jan Špetle von Pruditsch (Jan Špetle z Prudic a ze Žlebů) zu verpfänden. Nach Heinrichs Tod 1498 gelang es seinen Söhnen nicht, das Pfand auszulösen, so dass sie Nachod dem Jan Špetle verkaufen mussten.
Im 15. Jahrhundert erhielten die Untertanen das Marktrecht sowie die Bewilligung, auf der Brücke über den Fluss Metuje Zoll und Maut zu erheben. In der Folge wurde die Stadt durch die wachsenden Einnahmen zu einem wichtigen Handelszentrum auf der Straße in das böhmische Glatzer Land und durch die niederschlesische Tiefebene nach Breslau. In der zweiten Hälfte des 16. Jahrhunderts erlebte Nachod eine große kulturelle Blüte. Schwere Brände verwüsteten in den Jahren 1570 und 1663 große Teile der Stadt.
1527 gelangte Nachod an Vojtěch von Pernstein, von dem es ein Jahr später dessen Bruder Johann von Pernstein erbte. Er verkaufte 1544 seinen Besitz den mächtigen und reichen Smiřický von Smiřice. Da Albrecht Jan Smiřický von Smiřice am Ständeaufstand von 1618 beteiligt war, wurden seine Besitzungen vom Kaiser konfisziert, der sie 1621 an seinen Feldmarschall Albrecht von Wallenstein als Vormund des geistesschwachen Jindřich Smiřický von Smiřice (1592–1630) übertrug.
Auf seiner Flucht nach Breslau kam im Jahr 1620 der „Winterkönig“ Friedrich von der Pfalz durch Nachod. In die jetzige Pflasterung der Kamenice (Steinerne Gasse) wurde ein Hufeisen eingefügt, das Friedrichs Pferd auf der Flucht verloren haben soll. Im Dreißigjährigen Krieg hatten Stadt und Bevölkerung viel zu erleiden.
1623 gelangte Nachod an Maria Magdalena Trčka von Lobkowitz, deren Ehemann Jan Rudolf Trčka von Lípa bereits umfangreiche Besitzungen in Ostböhmen besaß. Obwohl sie durch ein kaiserliches Patent bis zu ihrem Tod Protestantin blieb, begann während ihrer Regentschaft die vom Kaiser angeordnete Rekatholisierung der Untertanen. Diese war zunächst wenig erfolgreich, da sich die meisten Untertanen weigerten, zu konvertieren, weshalb es zu lang andauernden Bauernunruhen kam. Maria Magdalenas Sohn Adam Erdmann Graf Trčka, der Nachod 1628 erworben hatte, veranlasste die Erneuerung der Stadtbefestigungsanlagen, die Säuberung und Bewässerung des Burggrabens und die Sicherung der Herrschaft durch Angehörige seines Regiments. Nach seiner Ermordung 1634 in Eger wurden seine Besitzungen vom Kaiser konfisziert und dem kaiserlichen General Ottavio Piccolomini übergeben. Testamentarisch verblieben sie bis 1783 bei Angehörigen des Geschlechts Piccolomini. Ein nachfolgender Erbstreit wurde 1786 zu Gunsten des Grafen Joseph Adalbert von Desfours entschieden, der sich stark verschuldet hatte. Deshalb wurden Schloss und Herrschaft Nachod am 13. September 1792 in einer Versteigerung vom kurländischen Herzog Peter von Biron erworben, dem im Jahre 1800 seine Tochter Wilhelmine von Sagan folgte. Deren Schwester Pauline von Hohenzollern-Hechingen verkaufte den Besitz an Octavio von Lippe-Biesterfeld; von diesem gingen Schloss und Herrschaft Nachod im Jahre 1842 an Fürst Georg Wilhelm zu Schaumburg-Lippe über.
Nach dem Ende der Patrimonialherrschaft 1848 gelang es dem Magistrat der Stadt nicht, Sitz eines politischen Bezirks (Okres) zu werden. Zum 1. Juli 1850 wurde es Sitz des Gerichtsbezirks Nachod (okresní soud) im politischen Bezirk Neustadt an der Mettau. Obwohl sich sowohl der Magistrat als auch der Nachoder Großgrundbesitzer Wilhelm zu Schaumburg-Lippe für die Errichtung eines politischen Bezirks Nachod einsetzten, erließ Kaiser Franz Joseph I. erst am 17. April 1899 die entsprechende Genehmigung. Der Politische Bezirk Nachod bestand aus den Gerichtsbezirken Nachod und Česká Skalice.
Im Deutschen Krieg von 1866 fand in der Nähe der Stadt am 27. Juni 1866 die Schlacht bei Nachod zwischen den preußischen und österreichischen Truppen statt, in welcher das österreichische 6. Korps unter General Wilhelm Ramming durch das 5. preußische Korps unter Generalfeldmarschall Karl Friedrich von Steinmetz geschlagen wurde.
Im 19. Jahrhundert erlebte die Stadt, vor allem dank der sich entwickelnden Textilindustrie, einen wirtschaftlichen Aufschwung, der durch die Wirtschaftskrise der 1930er Jahre und den Zweiten Weltkrieg unterbrochen wurde. Die Stadt kam 1938 wegen ihrer fast rein tschechischsprachigen Einwohnerschaft nicht mit dem Sudetenland an das Deutsche Reich, sondern wurde erst 1939 nach der Zerschlagung der Tschechoslowakei als Teil des Protektorats Böhmen und Mähren vom nationalsozialistischen Großdeutschland annektiert.

## Stadtgliederung
Die Stadt Náchod besteht aus den Ortsteilen Babí (Babe), Běloves (Bielowes), Bražec (Braschetz), Dobrošov (Dobroschau), Jizbice (Jisbitz), Lipí (Lip), Malé Poříčí (Klein Poritsch), Náchod (Nachod), Pavlišov (Paulisch) und Staré Město nad Metují (Altstadt an der Mettau), die zugleich auch Katastralbezirke bilden. Zu Náchod gehören außerdem die Siedlungen Branka, Ikárie, Kašparák, Na Vyhlidce, Nad Starým Městem, Peklo (anteilig), Podlesí, Polsko, Sídliště Sun, V Kalhotách und Ve Smrčinách.
Grundsiedlungseinheiten sind Amerika, Babí, Babí-východ, Běloves, Bražec, Dobrošov, Hamra, Hamra-jih, Homolka, Jizbice, Kladské Předměstí, Klínek, Lipí, Malé Poříčí, Montace, Montacký les, Náchod-podzámčí, Nový Svět, Pavlišov, Plhov (Pilhof), Plhov-východ, Pod Rozkoší, Sidliště Plhov, Sídliště U Nemocnice, Skalka, Staré Město nad Metují, U Branky, U Kramolné, U Metuje und U Metuje-jih.

## Bevölkerungsentwicklung
- 1869 6757
- 1880 7057
- 1890 10481
- 1900 15138
- 1910 18302
- 1921 16807
- 1930 18649
- 1950 18562
- 1961 18846
- 1970 19729
- 1980 20713
- 1991 20712
- 2001 21400
- 2014 20417
- 2018 20132

## Sehenswürdigkeiten
- Das Schloss Náchod liegt auf einer Anhöhe über dem Marktplatz.
- Die Dekanatskirche St. Laurentius (Kostel sváteho Vavřince) wurde Anfang des 14. Jahrhunderts erbaut und 1570–1578 im Stil der Renaissance umgestaltet.
- Die Dreifaltigkeitssäule im Stil des Barock vor der Kirche stammt aus dem Jahr 1695.
- Das barocke Alte Rathaus wurde 1637–1659 von Carlo Lurago errichtet. Mitte des 19. Jahrhunderts wurde es spätklassizistisch umgebaut.
- Das Neue Rathaus wurde 1902–1904 im Neorenaissancestil erbaut und von Mikoláš Aleš mit Sgraffiti verziert.
- Das Stadttheater und das Hotel Beránek wurden 1914 nach Plänen des Architekten Alois Čenský im Jugendstil errichtet.
- Älteste Sehenswürdigkeit ist die Friedhofskirche des Hl. Johannes des Täufers im Stadtteil Staré Město. Sie stammt aus dem 13. Jahrhundert.

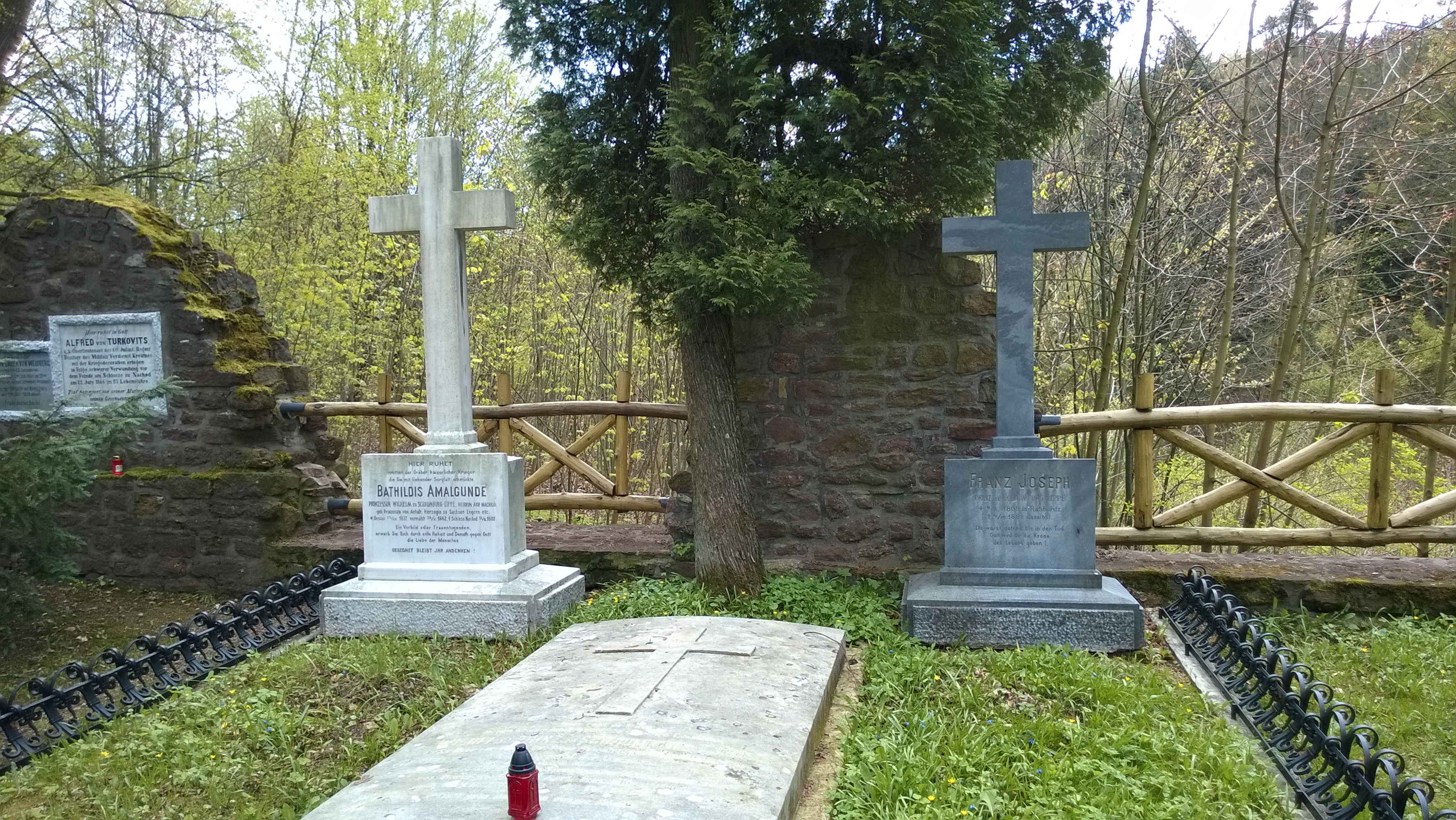
Friedhof am weißen Kreuz in Náchod mit Gräbern der Besitzer von Schloss Náchod

- Auf der Nordseite des Schlosses führt eine Lindenallee zu einer kleinen Friedhofsanlage. Zum Gedenken an die im Siebenjährigen Krieg in Náchod gefallenen Soldaten wurde 1762 ein Kreuz errichtet. Im Krieg von 1866 wurden dort die im Lazarett von Náchod gestorbenen Soldaten beerdigt. Ab 1902 war die Anlage auch Ruhestätte für verstorbene Angehörige der Familie Schaumburg-Lippe.
- Die Festung Dobrošov aus dem Zweiten Weltkrieg liegt wenige Kilometer von der Stadt entfernt.

Siehe auch: Liste der Stolpersteine in Náchod

## Persönlichkeiten
- Giovanni Venceslao Piccolomini (1695–1742), Herzog von Amalfi, Reichsfürst
- David Antonín Nývlt (1696–1772), oberster Verwalter (ředitel panství) der Herrschaft Nachod, Chronist und Heimatschriftsteller
- Jan Karel Killar (1745–1800), Autor und Patriot
- Antonín Strnad (1746–1799), Mathematiker, Astronom und Meteorologe sowie Direktor der Sternwarte und des Mathematischen Museums des Prager Clementinums
- Josef Franz Hurdálek (1747–1833), Bischof von Leitmeritz
- Jan Müller (1773–1861), Rentmeister der Herrschaft Nachod
- Josef Myslimír Ludvík (1796–1856), tschechischer patriotisch gesinnter Schriftsteller sowie römisch-katholischer Priester
- Jonas Julius Wiesner (1814–1889), Rabbiner und Verfasser von Schriften zum Judentum[7]
- Isaac Mautner (1824–1901), Textilindustrieller
- Moritz Jakob Oberländer (1831–1905), Textilindustrieller
- Josef Bartoň-Dobenín (1838–1920), Textilunternehmer
- Herman S. Doctor (1820–1897), Textilindustrieller, Ehrenbürger von Náchod
- Isidor Mautner (1852–1930), Textilindustrieller
- Alfred Oberländer (1857–1906), Opernsänger
- Eduard Doctor (1858–1926), Textilindustrieller, ältester Sohn des Herman S. Doctor
- Moritz Schur (1860–1933), Textilindustrieller
- Moritz Doctor (1862–1929), Textilunternehmer, Sohn des Herman S. Doctor
- Josef Bartoň-Dobenín (1862–1951), Textilunternehmer und Mäzen
- Cyril Bartoň-Dobenín (1863–1953), Textilunternehmer und Mäzen
- Laurentius Wintera (1864–1914), Benediktiner und Prior des Stifts Braunau
- Stanislav Souček (1870–1935), Slawist, Bohemist und Literaturhistoriker
- Heinrich Schur (1871–1953), Mediziner
- Emma Löwenstamm (1879–1941), Grafikerin und Malerin
- Jan Letzel (1880–1925), Architekt in Ägypten und in Japan
- Julius Bauer (1887–1979), Mediziner
- Hanuš Goldschmid (1891–1966), Textilunternehmer
- Bohuslav Všetička (1893–1942), tschechoslowakischer General sowie führendes Mitglied der Widerstandsgruppe Obrana národa
- Sláva Vorlová (1894–1973), tschechische Pianistin, Dirigentin und Komponistin
- Jan Roth (1899–1972), Kameramann
- Adolf Erben (1904–1987), Architekt
- Václav Černý (1905–1987), Literaturwissenschaftler und Übersetzer
- Lubor Matouš (1908–1994), Altorientalist
- Oldřich Hlavsa (1909–1995), Typograf, Buchgestalter und Schriftsteller
- Leopold Prinz zu Schaumburg-Lippe (1910–2006), Maschinenbauer und Eisenbahner
- Josef Týfa (1913–2007), Schriftentwerfer
- Luba Skořepová (1923–2016), Schauspielerin
- Rudolf Ceeh (1924–2004), österreichischer Politiker
- Josef Škvorecký (1924–2012), Schriftsteller, Übersetzer und Verleger, dessen Privatbibliothek die Stadt 2017 aus Toronto erwarb[8]
- Vilém Přibyl (1925–1990), Opernsänger
- Miroslav Raichl (1930–1998), Komponist und Musikpädagoge
- Václav Erben (1930–2003), Schriftsteller
- Jan Špáta (1932–2006), Kameramann und Filmregisseur
- Josef Tošovský (* 1950), Politiker
- Jiří Beran (* 1952), Skilangläufer
- Robert Balzar (* 1962), Jazz-Bassist und -Komponist
- Radovan Hromádko (* 1967), Fußballspieler
- Prokop Brož (* 1972), römisch-katholischer Geistlicher, Theologe, Weihbischof in Königgrätz
- Vratislav Lokvenc (* 1973), Fußballspieler
- Eva Celbová (* 1975), Beachvolleyballspielerin
- Pavel Bělobrádek (* 1976), tschechischer Politiker
- Pavel Burdych (* 1978), Violinist
- Miroslav Duch (* 1979), Skibergsteiger
- Karel Sedláček (* 1979), Dartspieler
- Michal Sivek (* 1981), Eishockeyspieler
- Vendula Frintová (* 1983), Triathletin
- Pavla Klicnarová (* 1988), Skirennläuferin
- Patrik Červený (* 1997), Eishockeytorwart
- Dan John (* 1998), deutscher Volleyball- und Beachvolleyballspieler

## Partnerstädte
- Halberstadt, Deutschland
- Kłodzko, Polen
- Kudowa-Zdrój, Polen
- Warrington, Vereinigtes Königreich
- Bauska, Lettland

## Fotos

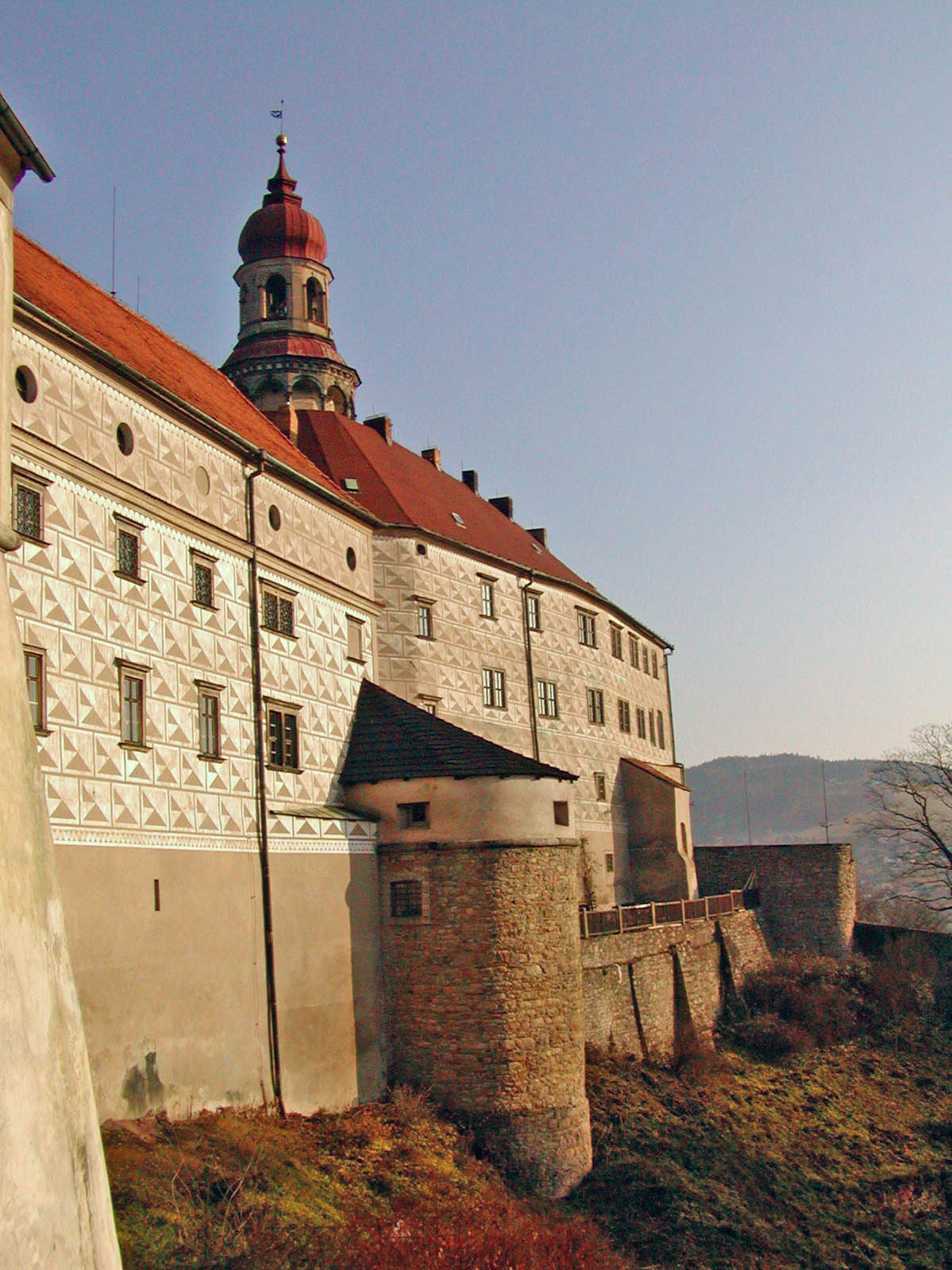
Schloss Nachod
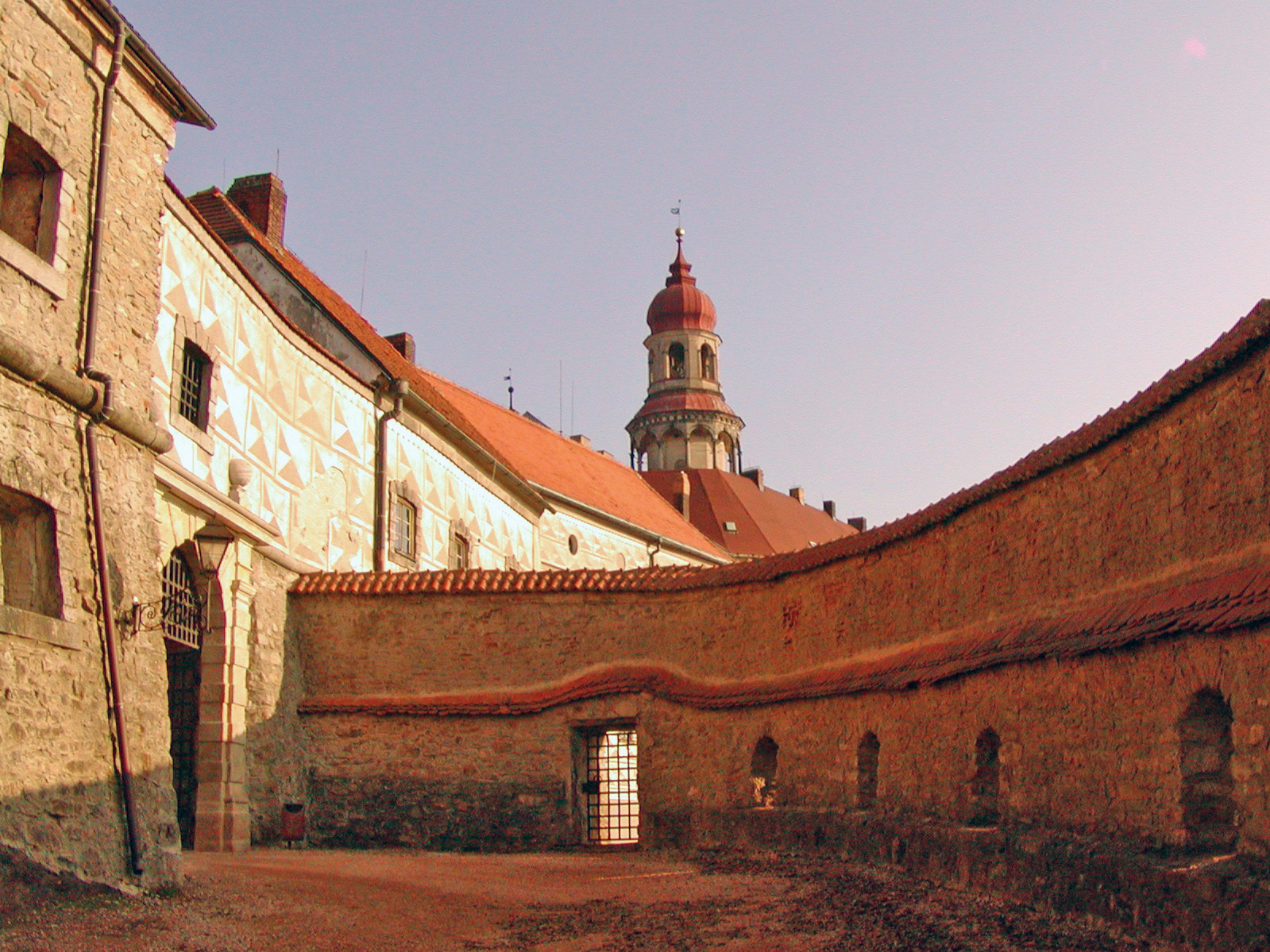
Schloss Nachod
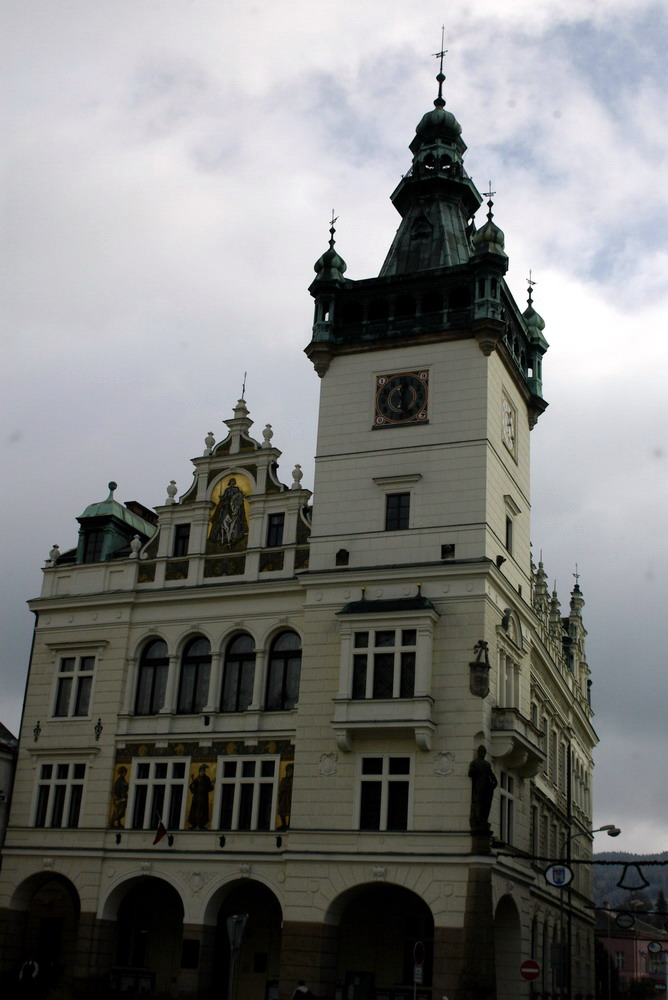
Neues Rathaus Nachod
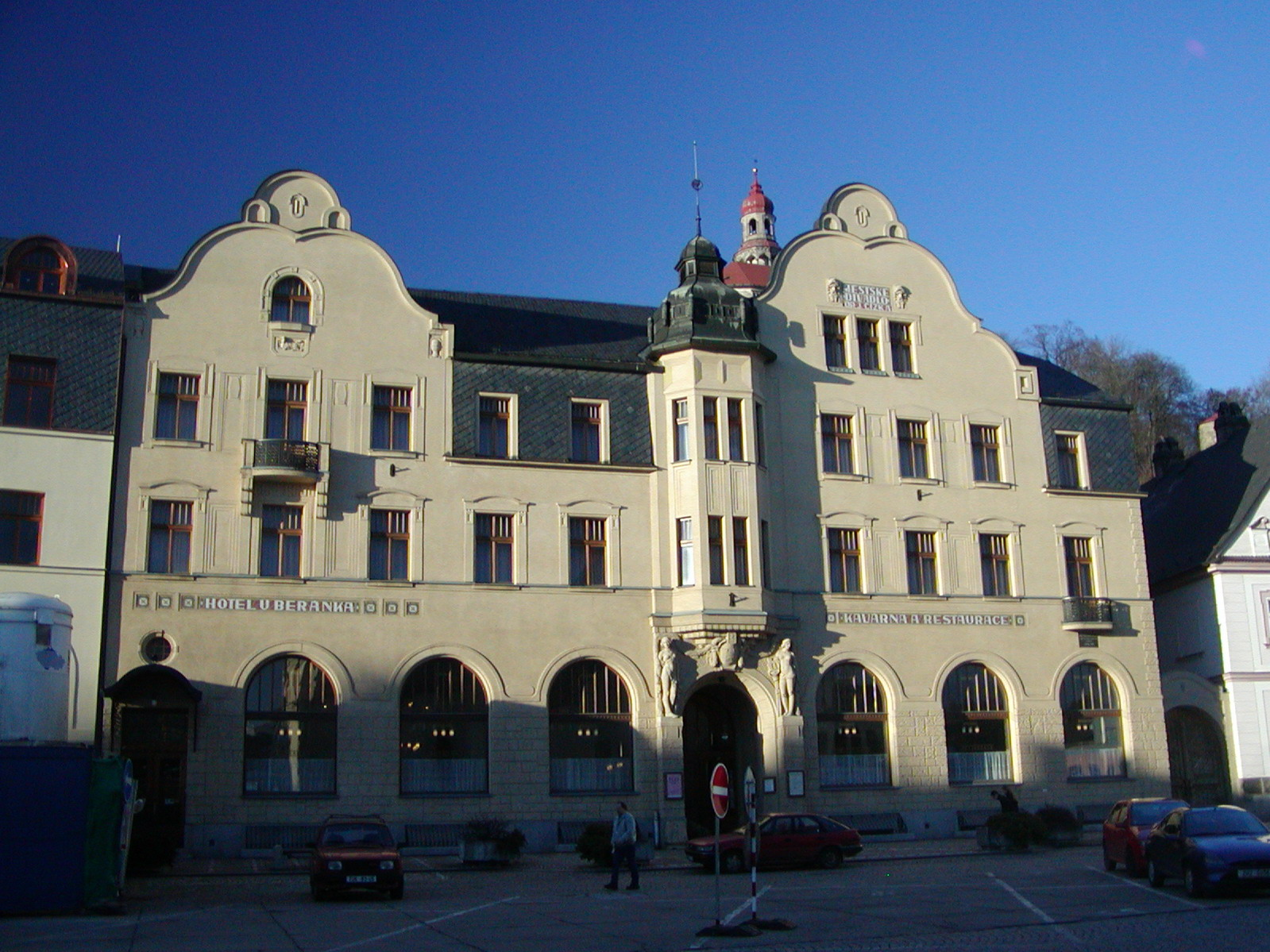
Hotel „U Beránka“ und Stadttheater Nachod